# Герб Рібейри-де-Пени
Ге́рб Рібе́йри-де-Пе́ни — офіційний символ містечка Рібейра-де-Пена, Португалія. Використовується як територіальний герб. У срібному щиті червоний Христовий хрест. Обабіч нього дві схрещені зелені гілки із золотими помаранчами та зеленим листям, перев'язані в основі червоною стрічкою. Внизу щита чорні скелі, промальовані золотом і перетяті трьома хвилястими смугами — двома срібними і однією синьою. Щит увінчує срібна мурована містечкова корона з чотирма вежами.  Під щитом біла стрічка, на якій великими літерами напис португальською: «Ribeira de Pena» (Рібейра-де-Пена).  Офіційно затверджений 13 червня 1951 року.  Синя смуга символізує річку Тамега.

## Галерея

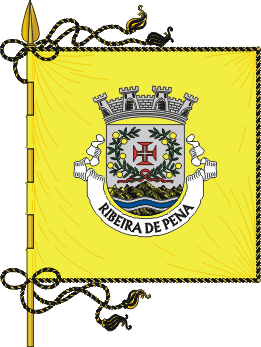
Прапор